# Laatste verhalen van de eeuw
Laatste verhalen van de eeuw is een Nederlandstalige sprookjesbundel, geschreven door Paul Biegel en uitgegeven in 1999 bij Uitgeverij Holland in Haarlem. De eerste editie van het boek, dat in 2000 bekroond werd met de Woutertje Pieterse Prijs, werd geïllustreerd door Fiel van der Veen.